# Tournée de l'équipe de France de rugby à XIII en 1960
La tournée de l'équipe de France de rugby à XIII en 1960 est la troisième tournée d'une équipe de rugby à XIII représentant la France en hémisphère sud, la dernière étant en 1955. Elle se déroule en Australie et en Nouvelle-Zélande. La France perd trois rencontres, dont les deux contre la Nouvelle-Zélande, fait un nul contre l'Australie et bat cette dernière une fois.

## Résultats des test-matchs
Le tableau suivant récapitule les résultats de l'équipe de France contre les équipes nationales. 
| No | Date            | Lieu                                   | Match                     | Score  | Compétition |
| -- | --------------- | -------------------------------------- | ------------------------- | ------ | ----------- |
| 1  | 11 juin 1960    | Sydney Cricket Ground - Australie      | Australie – France        | 8 – 8  | test match  |
| 2  | 2 juillet 1960  | Brisbane Exhibition Ground - Australie | Australie – France        | 56 – 6 | test match  |
| 3  | 16 juillet 1960 | Sydney Cricket Ground - Australie      | Australie – France        | 5 – 7  | test match  |
| 4  | 23 juillet 1960 | Carlaw Park - Nouvelle-Zélande         | Nouvelle-Zélande – France | 9 – 2  | test match  |
| 5  | 6 août 1960     | Carlaw Park - Nouvelle-Zélande         | Nouvelle-Zélande – France | 9 – 3  | test match  |

## Groupe de la tournée
| Joueur           | Date de naissance | Club               |
| Jean Barthe      | 22 juillet 1932   | Roanne             |
| Gilbert Benausse | 21 janvier 1932   | Lézignan           |
| René Benausse    | 23 septembre 1929 | Lézignan           |
| Marcel Bescos    | 28 juin 1937      | Albi               |
| Angelo Boldini   | 24 octobre 1929   | Villeneuve-sur-Lot |
| André Casas      | 17 septembre 1934 | XIII Catalan       |
| Jean Darricau    | 2 octobre 1931    | Lyon               |
| Jacques Dubon    | 28 mai 1931       | Villeneuve-sur-Lot |
| Robert Eramouspé | 8 septembre 1935  | Roanne             |
| Bernard Fabre    | 7 septembre 1935  | Albi               |
| Georges Fages    | 24 février 1934   | Albi               |
| Jean Foussat     | 14 décembre 1931  | Villeneuve-sur-Lot |
| Raymond Gruppi   | 30 septembre 1937 | Villeneuve-sur-Lot |
| Joseph Guiraud   | 14 janvier 1929   | Montpellier        |
| Antoine Jimenez  | 9 mai 1929        | Villeneuve-sur-Lot |
| André Lacaze     | 14 décembre 1930  | Villeneuve-sur-Lot |
| Pierre Lacaze    | 4 mai 1934        | Toulouse           |
| Roger Majoral    | 12 août 1934      | XIII Catalan       |
| Claude Mantoulan | 5 mars 1936       | Roanne             |
| André Marty      | 14 mars 1931      | Carcassonne        |
| Yves Mézard      | 3 juillet 1932    | Cavaillon          |
| Robert Moulinas  | 7 mars 1937       | Avignon            |
| Alain Perducat   | 12 octobre 1935   | Roanne             |
| Louis Poletti    | 16 janvier 1930   | Carcassonne        |
| Aldo Quaglio     | 17 février 1932   | Roanne             |
| Francis Rossi    | 7 novembre 1937   | Marseille          |
| André Vadon      | 22 juin 1934      | Albi               |
| Jean Vergès      | 4 avril 1934      | Montpellier        |

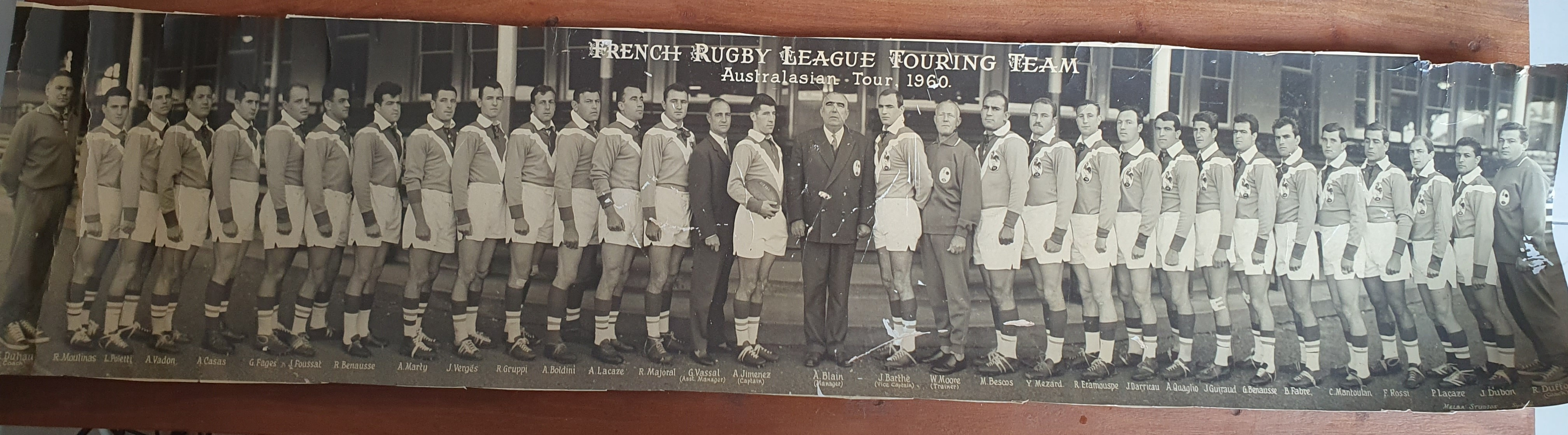

Huit remplaçants avaient étaient prévus en cas de défection, Alain Perducat finalement retenu dans le voyage aux côtés d'Henri Castel et Camille Combeau (Carcassonne), Jean Etcheberry (Toulouse), Roger Lannes (Lézignan), Pierre Laurent (Albi), Georges Delorms (Avignon) et Pierre Tervel (Villeneuve).
Le grand absent de cette sélection est Yvon Gourbal retenu pour des obligations militaires et n'ayant pas pu obtenir de permission de longue durée pour cette tournée.